# Gibbstown
Gibbstown és una concentració de població designada pel cens dels Estats Units a l'estat de Nova Jersey. Segons el cens del 2000 tenia 3.758 habitants.

## Demografia
Segons el cens del 2000, Gibbstown tenia 3.758 habitants, 1.453 habitatges, i 1.060 famílies. La densitat de població era de 890,2 habitants/km².
Dels 1.453 habitatges en un 31,7% hi vivien nens de menys de 18 anys, en un 57,1% hi vivien parelles casades, en un 11,2% dones solteres, i en un 27% no eren unitats familiars. En el 23,3% dels habitatges hi vivien persones soles el 13,3% de les quals corresponia a persones de 65 anys o més que vivien soles. El nombre mitjà de persones vivint en cada habitatge era de 2,58 i el nombre mitjà de persones que vivien en cada família era de 3,05.
Per edats la població es repartia de la següent manera: un 23% tenia menys de 18 anys, un 7,6% entre 18 i 24, un 28,1% entre 25 i 44, un 23,6% de 45 a 60 i un 17,7% 65 anys o més.
L'edat mediana era de 40 anys. Per cada 100 dones de 18 o més anys hi havia 92,2 homes.
La renda mediana per habitatge era de 50.444 $ i la renda mediana per família de 59.833 $. Els homes tenien una renda mediana de 41.200 $ mentre que les dones 31.225 $. La renda per capita de la població era de 23.931 $. Aproximadament l'1,2% de les famílies i el 3,2% de la població estaven per davall del llindar de pobresa.

## Poblacions properes
El següent diagrama mostra les poblacions més properes.